# (2164) Lyalya
(2164) Lyalya est un astéroïde de la ceinture principale.

## Description
(2164) Lyalya est un astéroïde de la ceinture principale. Il fut découvert le 11 septembre 1972 à Naoutchnyï par Nikolaï Tchernykh. Il présente une orbite caractérisée par un demi-grand axe de 3,19 UA, une excentricité de 0,13 et une inclinaison de 2,6° par rapport à l'écliptique.

## Nom
L'astéroïde a été nommé en mémoire d'Elena "Lyalya" Konstantinovna Ubijvovk (1918-1942), une étudiante en astronomie à l'Université de Kharkov qui a péri avec d'autres membres de la résistance pendant la grande guerre patriotique (1941-1945). Lyalya a été, à titre posthume, déclarée Héroïne de l'Union soviétique le 8 mai 1965, plus de vingt ans après sa mort.

## Compléments